# Komplikationsförsök
Komplikationsförsök, är ett klassiskt psykologiskt försök konstruerat av Wilhelm Wundt för bestämning av den s.k. personliga ekvationen, d.v.s. det fel som en iakttagare gör i tidsbestämningar trots att han tror sig vara exakt. I försöket låter man en pendel röra sig konstant över en graderad skiva. På ett visst ställe utlöses en ringning och försökspersonens uppgift är att bestämma denna punkt.